# گرد و غبار میان‌کهکشانی
گرد و غبار میان‌کهکشانی همان غبار کیهانی است که میان کهکشانها در فضای میان کهکشانی قرار دارد. شاهد وجود گرد و غبار میان‌کهکشانی در آغاز سال ۱۹۴۹ ارائه شد و مطالعه بر روی آن تا اواخر سدهٔ بیستم گسترده‌تر شد. در توزیع گرد و غبار میان‌کهکشانی گوناگونی‌هایی وجود دارد. این غبار می‌تواند بر اندازه‌گیری فواصل میان‌کهکشانی مانند ابرنواخترها در دیگر کهکشان‌ها اثر بگذارد.
گرد و غبار میان‌کهکشانی می‌تواند بخشی از ابرهای گرد و غبار میان‌کهکشانی باشد که از حدود دههٔ ۱۹۶۰ در پیرامون کهکشان‌ها شناسایی شده است. تا دههٔ ۱۹۸۰ دست کم چهار گونه ابر گرد و غبار میان‌کهکشانی شناسایی شد که در میان چندین مگاپارسک (Mpc) کهکشان راه شیری قرار داشته‌اند. به عنوان نمونه می‌توان از ابر اکروی (Okroy cloud) یاد کرد.
در فوریه ۲۰۱۴ ناسا اعلام کرد یک پایگاه اطلاعاتی بسیار پیشرفته تر برای ردیابی هیدروکربن‌های آروماتیک چندحلقه‌ای (PAH) در گیتی بدست آمده است. بر پایهٔ اطلاعات دانشمندان بیش از ۲۰٪ کربن گیتی می‌تواند مربوط به PAHها، مواد اولیهٔ پیدایش زندگی در جهان باشد. این گمان می‌رود که PAHها در حدود دو میلیارد سال پس از مه بانگ ایجاد شده و در سراسر جهان گسترده شده‌اند و به پدیده‌های ستاره‌زایی و سیاره فراخورشیدی مربوط اند.